# SFR (Unternehmen)
SFR (für Société française du radiotéléphone) mit Sitz in Paris ist historisch der zweite Mobilfunkanbieter in Frankreich nach Orange. SFR betreibt als einer von vier Anbietern in Frankreich ein GSM/GPRS- sowie UMTS/HSDPA- und 4G-Standard-Mobilfunknetz; außerdem hat es ein Breitband-Internetzugangangebot. SFR ist Teil des Altice-Europe-Konzerns.

## Hintergrund
SFR wurde im Jahr 1987 durch ein von der Compagnie Générale des Eaux (die später unter Vivendi firmierte) geführtes Konsortium als privatwirtschaftlicher Konkurrent zu dem damaligen Staatsbetrieb France Télécom (heute Orange) gegründet; ab 1992 wurde das zweite französische GSM-Netz betrieben.
SFR übernahm zum Juli 2008 Neuf Cegetel vollständig, den bis dahin zweitgrößten Festnetzanbieter Frankreichs. Das Geschäft wird seit April 2009 unter dem Markennamen SFR weitergeführt.
SFR war seit Juni 2011 zu 100 Prozent eine Tochterfirma von Vivendi, zuvor war Vodafone mit 44 Prozent der Anteile beteiligt.
Nachdem Vivendi seine Absicht bekannt gab, SFR an die Börse bringen oder verkaufen zu wollen, kam es im Frühjahr 2014 zu einem Bieterwettbewerb zum Erwerb von SFR mit konkurrierenden Angeboten der französischen Wettbewerber Numericable und Bouygues Telecom.
Anfang April 2014 entschied Vivendi, Numericable den Zuschlag für einen Preis von insgesamt 17 Milliarden Euro zu geben; Numericable ist Teil der Unternehmensgruppe Altice Europe des französisch-israelischen Unternehmers Patrick Drahi.
Numericable nahm nach Übernahme durch Altice zunächst den Namen SFR Group an, später Altice France.

## Kundenzahlen
SFR war nach Kunden lange Zeit zweitgrößter Anbieter im französischen Markt; nach dem Markteintritt von Iliad im Jahr 2012 mit seiner Mobilfunkmarke Free und einer aggressiven Preispolitik, verlor SFR zunehmend Marktanteile und seine Stellung als zweiter Anbieter. 2019 war SFR mit 14,4 Millionen Kunden erneut zweitgrößter Mobilfunkanbieter in Frankreich nach Orange (20 Millionen), knapp gefolgt von Free mit 13,3 Millionen Kunden und Bouygues Telecom mit 11,5 Millionen; im Festnetzmarkt (Breitband über Glasfaser) zählte SFR 2,84 Millionen Abonnenten.

## Logos

Ursprüngliches Logo (bis Oktober 2008)
Erneuertes Logo (bis März 2014)
Ehemaliges Logo ab 2014 bis 2022
Aktuelles Logo